# Закурдаева, Виолетта Сергеевна
Виолетта Сергеевна Закурдаева (в девичестве Прудникова; 11 сентября 1991, Красноярск) — российская биатлонистка, неоднократная чемпионка и призёр чемпионата России. Мастер спорта России.

## Биография
Представляла Красноярский край и Академию биатлона. Воспитанница СДЮСШОР «Сибиряк» и Дивногорского училище олимпийского резерва, первый тренер — Е. В. Иванова, также тренировалась под руководством Л. В. Пановой, Н. В. Якушова, А. В. Ромасько.
На чемпионатах России становилась победительницей в 2013 году в суперспринте и 2017 году в эстафете, неоднократно завоёвывала серебряные и бронзовые награды, в том числе серебро в 2015 и 2017 годах в гонках патрулей. На чемпионате России 2015 года по летнему биатлону стала бронзовым призёром в эстафете.
Становилась победительницей этапов Кубка России, побеждала в эстафете на соревнованиях «Ижевская винтовка».
Окончила Красноярский государственный педагогический университет им. В. П. Астафьева.